# Fausta Cialente
Fausta Cialente, née à Cagliari (Sardaigne) le 29 novembre 1898 et morte à Pangbourne (Londres) en 12 mars 1994, est une romancière, journaliste et traductrice italienne.

## Biographie

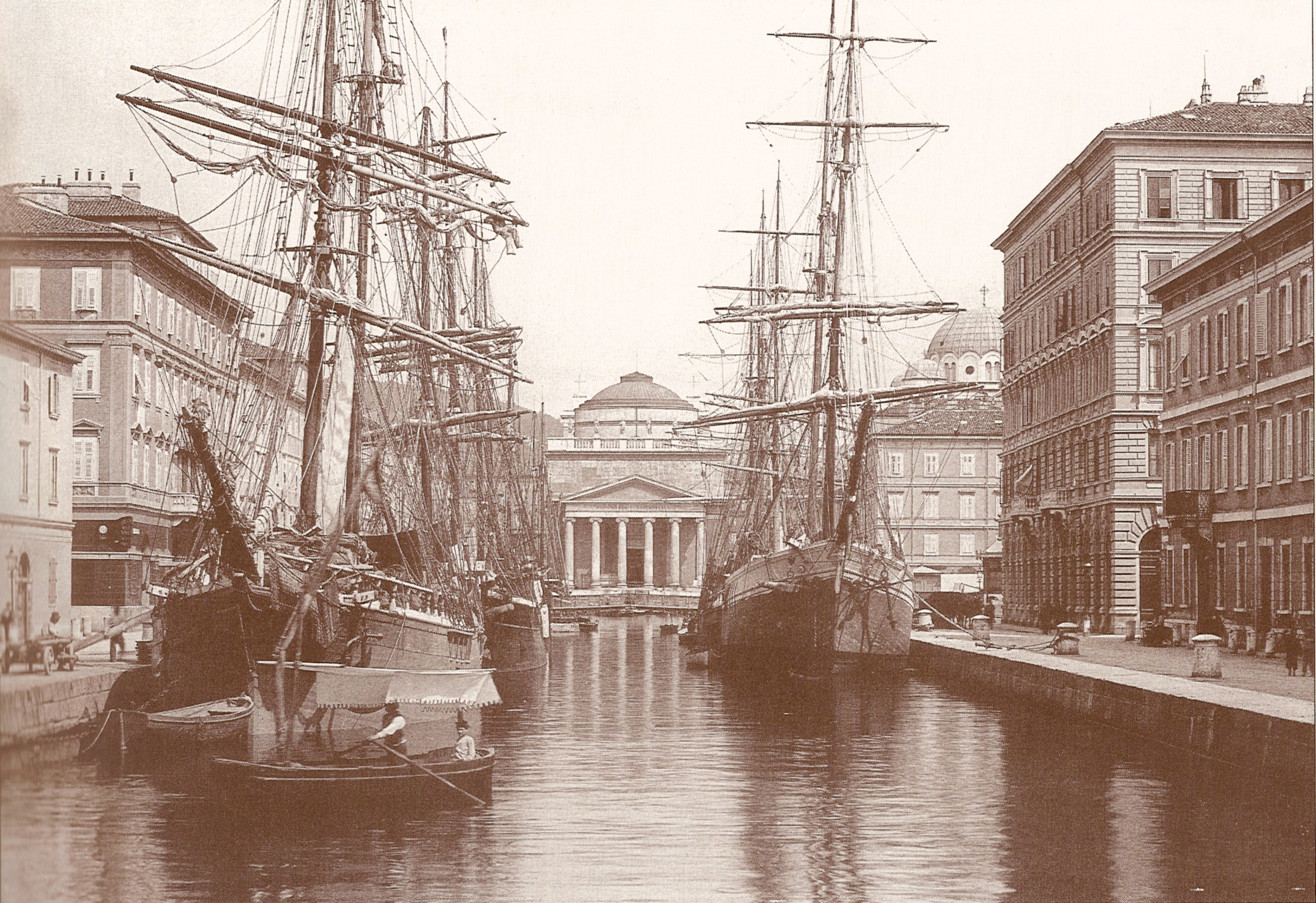
Le Grand Canal de Trieste vers 1900

Le père de Fausta Cialente, officier de carrière, est originaire des Abruzzes, et sa mère appartient à une famille de Trieste, ville où Fausta Cialente passe une partie de sa jeunesse et qu'elle considérera toujours comme sa véritable patrie.
Après son mariage avec le compositeur Enrico Terni, elle s'installe en Égypte, à Alexandrie puis au Caire, et n'en reviendra qu'à la fin des années 1950.
Son premier roman, Natalia, publié en 1930, obtient le Premio dei Dieci (prix des Dix), décerné par un jury que préside Massimo Bontempelli. En 1976, le prix Strega récompense un autre de ses romans, Le Quattro Ragazze Wieselberger.
Son récit Camilla est adapté à la télévision par Sandro Bolchi en 1976, avec Giulietta Masina dans le rôle principal.

## Principales œuvres en langue italienne
- Natalia, Casa Editrice Sapienza, Roma, 1930
- ‘‘Cortile a Cleopatra, 1931
- Marianna, Roma, 1931
- Pamela e la bella estate, Le Caire, 1935
- Ballata levantina, Feltrinelli, Milano, 1961
- Un inverno freddissimo, Milano, 1966
- Il Vento sulla sabbia, Mondadori, Milano, 1972
- Interno con figure, Roma, 1976

## Œuvres traduites en français
- Le figuier de Cléopâtre, Julliard, 1962
- Les quatre filles Wieselberger, Rivages, 1986

## Traductions
- Clea, de Lawrence Durrell, trad. Fausta Cialente, Feltrinelli, Milan, 1962 (Réédition, Einaudi, Turin, 2003).
- Piccoli uomini, de Louisa May Alcott, trad. Fausta Cialente, Edizione Giunti Marzocco, 1983.
- Giro di vite, de Henry James, trad. Fausta Cialente, Einaudi, Turin, 1985.
- Piccole donne, de Louisa May Alcott, trad. Fausta Cialente, Giunti, Florence, 2003.